# زوي هنري
زوي هنري (بالإنجليزية: Zoe Henry)‏ هي ممثلة بريطانية، ولدت في 1973 في إنجلترا في المملكة المتحدة.

## وصلات خارجية
- زوي هنري على موقع IMDb (الإنجليزية)
- زوي هنري على موقع قاعدة بيانات الفيلم (الإنجليزية)